# 外滩十八号 (歌曲)
《外滩18号》是袁成杰与戚薇合唱的歌曲。由秦天作词、秦天与吕雯作曲，收录在专辑《男才女貌》中，是轻喜剧《明天你是否依然爱我》的主题曲。 
2007年该歌曲获得酷狗年度歌曲、2008年获得第6届东南劲爆音乐榜劲爆十大金曲、第15届东方风云榜十大金曲。